# Rotordynamik
Die Rotordynamik vereint die Fachgebiete der Festkörperdynamik von Rotoren, der Dynamik der Strömungsvorgänge im Schmierspalt von Gleitlagern sowie bei der Verwendung aktiver Magnetlager die Dynamik mechatronischer Systeme. 
Die Rotordynamik beschreibt u. a.:
- Die Amplitudenvergrößerungen der relativen Wellenschwingung beim Hoch- und Auslauf von Rotor-Lagersystemen. Infolge der drehfrequenten (1X) Unwuchterregung werden Resonanzen bei kritischen Drehzahlen durchfahren.
- Resonanzzustände bei Erregung eines Rotors durch mehrere Drehzahlharmonische. Wird z. B. ein Rotor durch die Unwucht drehfrequent (1X) und durch einen einseitigen Wellenriss mit der doppelten Drehfrequenz (2X) erregt, so herrscht Resonanz auch beim halben Wert jeder kritischen Drehzahl. Die Laufschaufeln axialer Turbomaschinen und scheibenförmige Bauteile von Dampfturbinenrotoren (Schirmschwingungen) können durch weit höhere Drehzahlharmonische in Resonanz angeregt werden.
- Anhebung von Rotoreigenfrequenzen durch die Kreiselwirkung scheibenförmiger Bauteile von Rotoren und radialer Laufräder. Veränderung der Rotoreigenfrequenzen und Eigenschwingungsformen mit der Drehzahl durch die Drehzahlabhängigkeit der Steifigkeit der Gleitlager.
- Das Auftreten subsynchroner Anteile der Wellenschwingung beim Erreichen und Überschreiten der Stabilitätsgrenze.

Die Rotordynamik nahm als technische Wissenschaft mit der Entwicklung und der Produktion von Dampfturbinen Ende des 19. Jahrhunderts einen starken Aufschwung. Probleme der Rotordynamik waren nicht nur bei der Entwicklung thermischer und hydraulischer Turbomaschinen zu lösen, sondern traten z. B. auch auf bei der Entwicklung von
- Zentrifugen
- schnell laufenden Spindeln von Spinnmaschinen
- luftgelagerten Spindeln von Bohrern in der Dentaltechnik
- in den vergangenen Jahrzehnten bei der Entwicklung von Festplattenlaufwerken.